# Claudio Coello

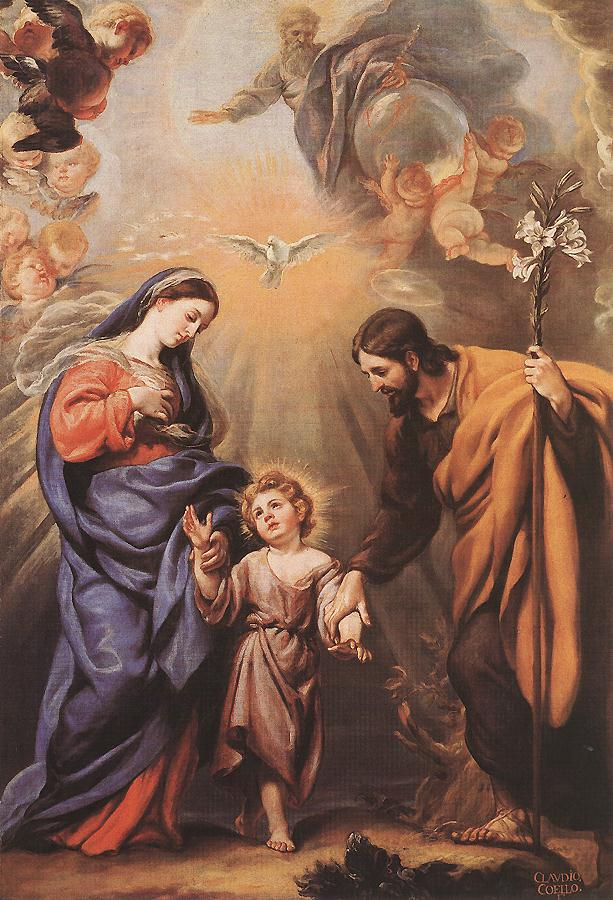
Claudio Coello – "Den heliga familjen"

Claudio Coello, född 1642 i Madrid, död 20 april 1693 i Madrid, var en spansk målare.
Coello var en mycket ansedd hovmålare i Madrid, och utförde religiösa bilder och porträtt i olja samt även större bilder i al fresco såsom i kupolen i augustinerkyrkan i Zaragoza. Typisk för hans stil är den stora tavlan i Escorialkyrkan Procession med den undergörande hostian.